# قائمة المواقع والمعالم المصنفة في ولاية المدية
هذه قائمة حصرية للمواقع الأثرية والمعالم التاريخية المصنفـــة حسب وزارة الثقافة والاتصال (الجزائر) لولاية المدية
| رقم    | اسم                                             | وصف               | موقع                           | مدينة | قسم    | الإحداثيات                                    | صورة                            |
| ------ | ----------------------------------------------- | ----------------- | ------------------------------ | ----- | ------ | --------------------------------------------- | ------------------------------- |
| 26-001 | معلم جنائزي خارج من المقبرة القديمة             | احداثيات تقريبية  |                                |       | المدية | 36°15′57″N 2°44′59″E / 36.265729°N 2.749844°E | صورة                            |
| 26-002 | موقع رابيدوم                                    | مجموعة من الأحجار | ضواحي بلدة جواب (ولاية المدية) |       | المدية | 36°29′45″N 3°09′11″E / 36.495838°N 3.153076°E | مجموعة من الأحجار · Upload file |
| 26-003 | موقع أشير قصر الزيري                            | احداثيات تقريبية  |                                |       | المدية | 36°15′57″N 2°44′59″E / 36.265729°N 2.749844°E | صورة                            |
| 26-004 | إقامة دار الأمير عبد القادر - باي التيتري قديما | احداثيات تقريبية  |                                |       | المدية | 36°15′57″N 2°44′59″E / 36.265729°N 2.749844°E | صورة                            |
| 26-005 | بقايا دار واسوار باب الربيدوم                   |                   | ضواحي بلدة جواب (ولاية المدية) |       | المدية | 36°29′45″N 3°09′11″E / 36.495838°N 3.153076°E | صورة                            |
| 26-006 | ثكنة عسكرية                                     | احداثيات تقريبية  | مغراوة                         |       | المدية | 36°15′57″N 2°44′59″E / 36.265729°N 2.749844°E | صورة                            |